# Portugal nos Jogos Olímpicos de Verão de 1988
Portugal competiu nos Jogos Olímpicos de Verão de 1988, em Seul, na Coreia do Sul.
Em atletismo, Rosa Mota obteve uma medalha de ouro na maratona.

## Medalhas
| Atleta    | Esporte   | Evento            | Medalha |
| --------- | --------- | ----------------- | ------- |
| Rosa Mota | Atletismo | Maratona feminina | Ouro    |

## Desempenho

### Atletismo
Masculino
| Prova | Atleta          | Preliminares | Preliminares | Quartas     | Quartas     | Semifinal   | Semifinal   | Final       | Final       |
| Prova | Atleta          | Marca        | Posição      | Marca       | Posição     | Marca       | Posição     | Marca       | Posição     |
| ----- | --------------- | ------------ | ------------ | ----------- | ----------- | ----------- | ----------- | ----------- | ----------- |
| 100 m | Pedro Agostinho | DNF          | DNF          | Não avançou | Não avançou | Não avançou | Não avançou | Não avançou | Não avançou |
| 100 m | Luís Cunha      | 10.80        | 68           | Não avançou | Não avançou | Não avançou | Não avançou | Não avançou | Não avançou |